# Colin Allred
Colin Zachary Allred (Dallas, 15 de abril de 1983) es un político, abogado, y exjugador de fútbol americano que sirve como un miembro del Cámara de Representantes por Texas. Un miembro del Partido Demócrata, ha representado un distrito incluyendo parte de Dallas y unos barrios periféricos desde 2019.
Allred era un linebacker que jugaba por los Tennessee Titans del National Football League (NFL). Dejó de jugar el deporte para seguir una carrera en la ley, recibiendo su J.D. de la Universidad de California en Berkeley antes de trabajar en un unos puestos en la administración de Barack Obama, primero en el Departamento de Vivienda y Desarrollo Urbano de los Estados Unidos (HUD) y entonces en la Oficina Ejecutiva para los Fiscales Federales de los Estados Unidos.
El 3 de mayo de 2023, Allred anunció su intención de retar a Ted Cruz por el Senado de los Estados Unidos en 2024.

## Carrera de ley
Después de su carrera en fútbol americano, Allred se inscribió en la escuela de leyes, recibiendo su J.D. de la Escuela de Leyes de la Universidad de California en Berkeley. Después de eso, trabajó como un asistente especial en la oficina de consejo general del Departamento de Vivienda y Desarrollo Urbano de los Estados Unidos (HUD), trabajando bajo Julián Castro, quien era el Secretario de HUD en ese momento. Su trabajo en HUD era bajo la administración de Barack Obama.
Después de su tiempo en HUD, Allred trabajó como un abogado por Perkins Coie, donde luchó por el derecho de votar y representó a otros clientes, incluyendo políticos y defensores.